# Venedig des Nordens
Als Venedig des Nordens werden mehrere Städte bezeichnet, deren Stadtbild mit Brücken und Wasserwegen an die Stadt Venedig erinnert:
- Amsterdam[1]
- Brügge[2]
- Emden[3][1]
- Friedrichstadt[4]
- Giethoorn[5]
- Hamburg[1]
- Kopenhagen[1]
- Papenburg[6]
- Sankt Petersburg[7] (genau so freizügig als Venedig des Ostens[8] tituliert)
- Stockholm[9]
- Stralsund[10]
- Bad Bramstedt[11]